# Колесовский
Колесовский — остров в Восточно-Сибирском море. Расположен на выходе из Колымской губы на расстоянии 600 м от материка. Относится к территории Якутии. Береговая линия острова непостоянна из-за приливов и отливов.
Получил своё название по имени колымского приказчика Михаила Колесова.